# Solo cose belle
Solo cose belle è un film del 2019 diretto da Kristian Gianfreda.
Si tratta del primo lungometraggio del regista Kristian Gianfreda

## Trama
Benedetta, popolare ragazza sedicenne, è la figlia del sindaco di un piccolo paese della Romagna, nell'entroterra riminese.
Costretta ad adeguarsi a un ruolo sociale che non le piace e a un ideale di perfezione che la rende infelice, la giovane cambia vita dopo l'incontro con i membri di una casa-famiglia della Comunità Papa Giovanni XXIII, trasferiti in città durante la concitata campagna elettorale per l'elezione del nuovo sindaco.
La casa-famiglia, che conta un papà e una mamma, un richiedente asilo appena sbarcato, una ex-prostituta con figlia piccola, un giovanissimo carcerato, due ragazzi con gravi disabilità e un figlio naturale, stravolge la quotidianità della piccola comunità di cui si trova a fare parte, la quale dovrà fare i conti con un mondo ai margini, sconosciuto e per questo apparentemente minaccioso, in cui tutti sembrano “sbagliati” o “difettosi”.

## Produzione
Gran parte delle riprese sono state effettuate a San Giovanni in Marignano ed alcune scene a Rimini e Verucchio. Alle riprese e alla realizzazione hanno partecipato persone e realtà di accoglienza della Comunità Papa Giovanni XXIII.

## Distribuzione
Il film è stato presentato in anteprima a Rimini il 7 dicembre, in occasione del cinquantennale della Comunità Papa Giovanni XXIII, alla presenza del Presidente della Repubblica Sergio Mattarella.
Il 7 maggio 2019 è stato poi presentato al Senato e il 9 maggio successivo è uscito nelle sale.
Il film ha partecipato nel 2019, alla XVIII edizione del Festival del cinema di Porretta Terme, organizzato dal 6 al 14 dicembre 2019, in cui ha vinto il premio "Giuria Giovani".

## Riconoscimenti
- 2019 - The IndieFest Film Awards
  - Award of Excellence Special Mention[4]
- 2019 - Brooklyn Film Festival
  - Miglior colonna sonora[5]
- 2020 - Festival del cinema di Porretta Terme
  - sezione Fuori dal Giro - Premio giuria giovani